# Gran Premi dels Països Baixos del 2021
El Gran Premi dels Països Baixos de Fórmula 1, la tretzena cursa de la temporada 2021, ès disputa al circuit de Zandvoort, entre els dies 03 i 05 de setembre de 2021.
Aquesta cursa serà el retorn del gran premi als Països Baixos des de 1985, al mateix circuit, amb el format més curt.

## Qualificació
La qualificació es va celebrar el dia 04 de setembre.
| Pos                 | No | Pilot              | Constructor           | Part 1   | Part 2   | Part 3   | Sortida |
| ------------------- | -- | ------------------ | --------------------- | -------- | -------- | -------- | ------- |
| 1                   | 33 | Max Verstappen     | Red Bull-Honda        | 1:10.036 | 1:09.071 | 1:08.885 | 1       |
| 2                   | 44 | Lewis Hamilton     | Mercedes              | 1:10.114 | 1:09.976 | 1:08.923 | 2       |
| 3                   | 77 | Valtteri Bottas    | Mercedes              | 1:10.219 | 1:09.769 | 1:09.222 | 3       |
| 4                   | 10 | Pierre Gasly       | AlphaTauri-Honda      | 1:10.274 | 1:09.541 | 1:09.478 | 4       |
| 5                   | 16 | Charles Leclerc    | Ferrari               | 1:09.829 | 1:09.437 | 1:09.527 | 5       |
| 6                   | 55 | Carlos Sainz Jr.   | Ferrari               | 1:10.022 | 1:09.870 | 1:09.537 | 6       |
| 7                   | 99 | Antonio Giovinazzi | Alfa Romeo-Ferrari    | 1:10.050 | 1:10.033 | 1:09.590 | 7       |
| 8                   | 31 | Esteban Ocon       | Alpine-Renault        | 1:10.179 | 1:09.919 | 1:09.933 | 8       |
| 9                   | 14 | Fernando Alonso    | Alpine-Renault        | 1:10.435 | 1:10.020 | 1:09.956 | 9       |
| 10                  | 3  | Daniel Ricciardo   | McLaren-Mercedes      | 1:10.255 | 1:09.865 | 1:10.166 | 10      |
| 11                  | 63 | George Russell     | Williams-Mercedes     | 1:10.382 | 1:10.332 |          | 11      |
| 12                  | 18 | Lance Stroll       | Aston Martin-Mercedes | 1:10.438 | 1:10.367 |          | 12      |
| 13                  | 4  | Lando Norris       | McLaren-Mercedes      | 1:10.489 | 1:10.406 |          | 13      |
| 14                  | 6  | Nicholas Latifi    | Williams-Mercedes     | 1:10.093 | 1:11.161 |          | PL1     |
| 15                  | 22 | Yuki Tsunoda       | AlphaTauri-Honda      | 1:10.462 | 1:11.314 |          | 14      |
| 16                  | 11 | Sergio Pérez       | Red Bull-Honda        | 1:10.530 |          |          | PL1     |
| 17                  | 5  | Sebastian Vettel   | Aston Martin-Mercedes | 1:10.731 |          |          | 15      |
| 19                  | 88 | Robert Kubica      | Alfa Romeo-Ferrari    | 1:11.301 |          |          | 16      |
| 18                  | 47 | Mick Schumacher    | Haas-Ferrari          | 1:11.387 |          |          | 17      |
| 20                  | 9  | Nikita Mazepin     | Haas-Ferrari          | 1:11.875 |          |          | 18      |
| 107% Temps:1:14.717 |    |                    |                       |          |          |          |         |
| Font:               |    |                    |                       |          |          |          |         |

Notes
- ^1 – Els pilots Sergio Pérez i Nicholas Latifi començaran directament des del pitlane a causa de canviar la caixa de canvi.

## Cursa
La cursa va ser realitzada en el dia 05 de setembre.
| Pos                                                               | No | Pilot              | Constructor           | Voltes | Temps / Retirada | Pos.Sortida | Punts |
| ----------------------------------------------------------------- | -- | ------------------ | --------------------- | ------ | ---------------- | ----------- | ----- |
| 1                                                                 | 33 | Max Verstappen     | Red Bull-Honda        | 72     | 1:30.05.395      | 1           | 25    |
| 2                                                                 | 44 | Lewis Hamilton     | Mercedes              | 72     | +20.932          | 2           | 191   |
| 3                                                                 | 77 | Valtteri Bottas    | Mercedes              | 72     | +56.460          | 3           | 15    |
| 4                                                                 | 10 | Pierre Gasly       | AlphaTauri-Honda      | 71     | +1 volta         | 4           | 12    |
| 5                                                                 | 16 | Charles Leclerc    | Ferrari               | 71     | +1 volta         | 5           | 10    |
| 6                                                                 | 14 | Fernando Alonso    | Alpine-Renault        | 71     | +1 volta         | 9           | 8     |
| 7                                                                 | 55 | Carlos Sainz Jr.   | Ferrari               | 71     | +1 volta         | 6           | 6     |
| 8                                                                 | 11 | Sergio Pérez       | Red Bull-Honda        | 71     | +1 volta         | PL          | 4     |
| 9                                                                 | 31 | Esteban Ocon       | Alpine-Renault        | 71     | +1 volta         | 8           | 2     |
| 10                                                                | 4  | Lando Norris       | McLaren-Mercedes      | 71     | +1 volta         | 13          | 1     |
| 11                                                                | 3  | Daniel Ricciardo   | McLaren-Mercedes      | 71     | +1 volta         | 10          |       |
| 12                                                                | 18 | Lance Stroll       | Aston Martin-Mercedes | 70     | +2 voltes        | 12          |       |
| 13                                                                | 5  | Sebastian Vettel   | Aston Martin-Mercedes | 70     | +2 voltes        | 15          |       |
| 14                                                                | 99 | Antonio Giovinazzi | Alfa Romeo-Ferrari    | 70     | +2 voltes        | 7           |       |
| 15                                                                | 7  | Kimi Räikkönen     | Alfa Romeo-Ferrari    | 70     | +2 voltes        | 16          |       |
| 16                                                                | 6  | Nicholas Latifi    | Williams-Mercedes     | 70     | +2 voltes        | PL          |       |
| 17                                                                | 63 | George Russell     | Williams-Mercedes     | 70     | +2 voltes        | 11          |       |
| 18                                                                | 47 | Mick Schumacher    | Haas-Ferrari          | 69     | +3 voltes        | 17          |       |
| Ret                                                               | 22 | Yuki Tsunoda       | AlphaTauri-Honda      | 48     | Motor            | 14          |       |
| Ret                                                               | 9  | Nikita Mazepin     | Haas-Ferrari          | 41     | Hidràulics       | 18          |       |
| Volta ràpida: Lewis Hamilton (Mercedes) – 1:11.097 (en el lap 72) |    |                    |                       |        |                  |             |       |
| Font:                                                             |    |                    |                       |        |                  |             |       |

Notes
- ^1  – Inclòs 1 punt extra per la volta ràpida.

## Classificació després de la cursa
| Pos. | Pilot           | Punts | Canvis |
| ---- | --------------- | ----- | ------ |
| 1    | Max Verstappen  | 224.5 | 1      |
| 2    | Lewis Hamilton  | 221.5 | 1      |
| 3    | Valtteri Bottas | 123   | 1      |
| 4    | Lando Norris    | 114   | 1      |
| 5    | Sergio Pérez    | 108   | =      |

| Pos. | Constructor      | Punts | Canvis |
| ---- | ---------------- | ----- | ------ |
| 1    | Mercedes         | 344.5 | =      |
| 2    | Red Bull-Honda   | 332.5 | =      |
| 3    | Ferrari          | 181.5 | 1      |
| 4    | McLaren-Mercedes | 170   | 1      |
| 5    | Alpine-Renault   | 90    | =      |